# Toronto Magnetic and Meteorological Observatory
El Toronto Magnetic and Meteorological Observatory és un observatori històric situat a la Universitat de Toronto, a Toronto, Ontario, Canadà. L'edifici original va ser construït en el 1840 com a part d'un projecte d'investigació mundial per determinar les causes de les fluctuacions en la declinació magnètica. Les mesures des de Toronto van demostrar que les taques solars són responsables d'aquest efecte en el camp magnètic de la Terra. Quan va finalitzar el projecte en 1853, es va ampliar l'observatori gràcies al govern canadenc i va servir com la principal estació meteorològica del país i com a cronometrador oficial durant cinquanta anys. L'observatori és considerat com el centre de naixement de l'astronomia canadenca.

## Estudi Sabine

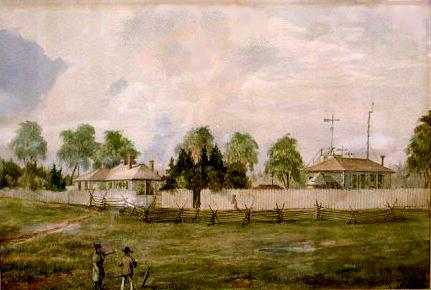
L'observatori original: l'edifici principal a la dreta, amb la cúpula visible, i la teulada del petit edifici enterrat és només visible sobre la tanca. Pintat per William Armstrong en 1852.

Les brúixoles tendien a "vagar" del nord quan es feien mesures a diferents ubicacions o en un mateix lloc durant un període. L'astrònom Edmund Halley va observar-ho per primer cop advertint dels problemes que causaria per a la navegació en 1701. També es va creure que la causa d'aquest efecte també causava canvis en el temps, i l'estudi de les variacions magnètiques permetria una millor predicció del temps.
En 1833 la British Association for the Advancement of Science va encarregar una sèrie de mesures magnètiques a través del Regne Unit. Sota la direcció del Major Edward Sabine de la Royal Artillery, va començar un projecte de mesures que va durar diversos anys, amb la publicació de resultats en 1838. Com que les mesures van resultar en tot un seguit de propostes es van presentar quatre per explicar el programa a tot el món. En 1836, l'explorador i naturalista alemany Alexander von Humboldt va escriure al príncep Augustus Frederick, duc de Sussex, llavors President de la Royal Society, explicant un programa formal seria important per a una nació amb dominis repartits pel món. A la setena reunió de la Royal Society a Liverpool en 1837, Sabine va declarar que "el magnetisme de la Terra no podia restar menys importància que una de les branques més importants en la història de la física del planeta on vivim" i definint les variacions es pot "considerar pels nostres contemporanis i per la posteritat com una empresa de persones de la mar; i una fita digna d'una nació que sempre ha buscat l'important en cada tasca àrdua".
En 1837, la Universitat de Dublin va fundar la instal·lació d'un observatori magnètic a Greenwich. L'Associació va continuar la construcció d'observatoris semblants al voltant del món, i en el 1838, el govern va acceptar les propostes i les va finançar. En 1839, el govern britànic i la Royal Society van preparar quatre expedicions per construir estacions d'observació magnètica a ciutat del Cap, St. Helena, Hobart, Tasmània, i (eventualment) Toronto. Els funcionaris de Teams of Royal Artillery van ser enviats per realitzar les mesures. L'equip assignat a Canadà, originalment tenia programat construir l'observatori a Illa de Santa Helena, fora de Mont-real, però les roques locals van demostrar tenia una alta influència magnètica, i es va prendre la decisió de construir-ho a Toronto. L'equip va arribar en 1839, i va establir un camp a Fort York en uns quarters militars en desús quan va començar la construcció en els nous edificis. L'observatori formava 4 hectàrees de terra a l'oest de la King's College; l'Ontario Legislature ocupa ara la zona on hi havia el col·legi.
L'observatori, oficialment amb el nom de "Her Majesty's Magnetical and Meteorological Observatory at Toronto", va ser completat l'any següent. Consistia en dos llargs edificis, una per a instruments magnètics i l'altre semienterrat més petit per a "determinacions experimentals". L'extrem nord de l'edifici principal estava connectat a una petita cúpula cònica que contenia un teodolit utilitzat per realitzar mesures astronòmiques per a la determinació precisa del temps local. Els edificis van ser construïts amb el metall més petit possible; quan es va adquirir el metall, es van utilitzar els materials no magnètics com el llautó o el coure. A small barracks was built nearby to house the crew.
Utilitzant mesures des de les zones de Toronto i Hobart, Sabine va observar les curtes fluctuacions en la declinació magnètica sobre un període d'hores, i les variacions de llarga duració en mesos. Ràpidament va concloure que les variacions curtes eren causades pel cicle dia/nit, mentre que les llargues foren causades per un nombre de taques solars visibles. Va publicar dos documents introductoris sobre el tema de Philosophical Transactions of the Royal Society. El primer, en 1851, va ser una col·lecció de mesures primerenques; el segon en 1852 es correlacionava amb les mesures de taques solars de Heinrich Schwabe, que s'havien proporcionat gràcies al Cosmos d'Alexander von Humboldt, també publicat en 1851. Amb dades addicionals recollides des de Toronto, Sabine va poder demostrar concloent que el cicle de taca solar d'onze anys causava una variació periòdica semblant en el camp magnètic terrestre. Va presentar un tercer document conclusiu en 1856, sota "On Periodical Laws Discoverable in the Mean Effects of the Larger Magnetic Disturbances", on va assenyalar les instal·lacions de Toronto.
El Sr. John Henry Lefroy, un pioner en l'estudi del magnetisme terrestre va servir com a director de l'observatori magnètic des de 1842 a 1853; En 1960, l'Ontario Heritage Foundation, Ministry of Citizenship and Culture va erigir una Provincial Military Plaque en el seu honor en el campus de la Universitat de Toronto.

## Servei meteorològic

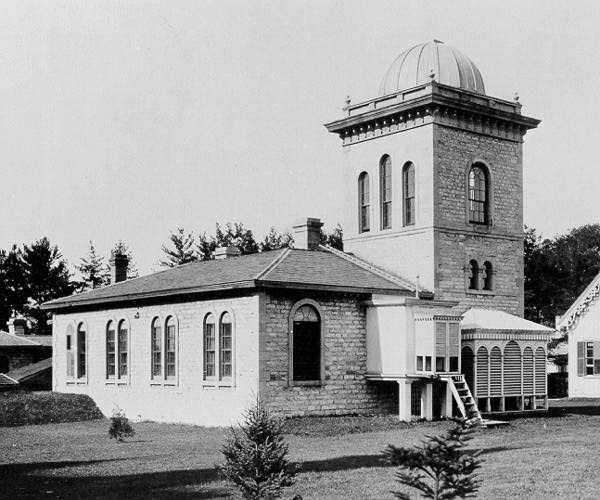
El nou observatori abans de ser traslladat, mirant direcció sud-oest. Aquesta imatge és en la mateixa orientació que la de sota, vist des de l'esquerra de la torre.

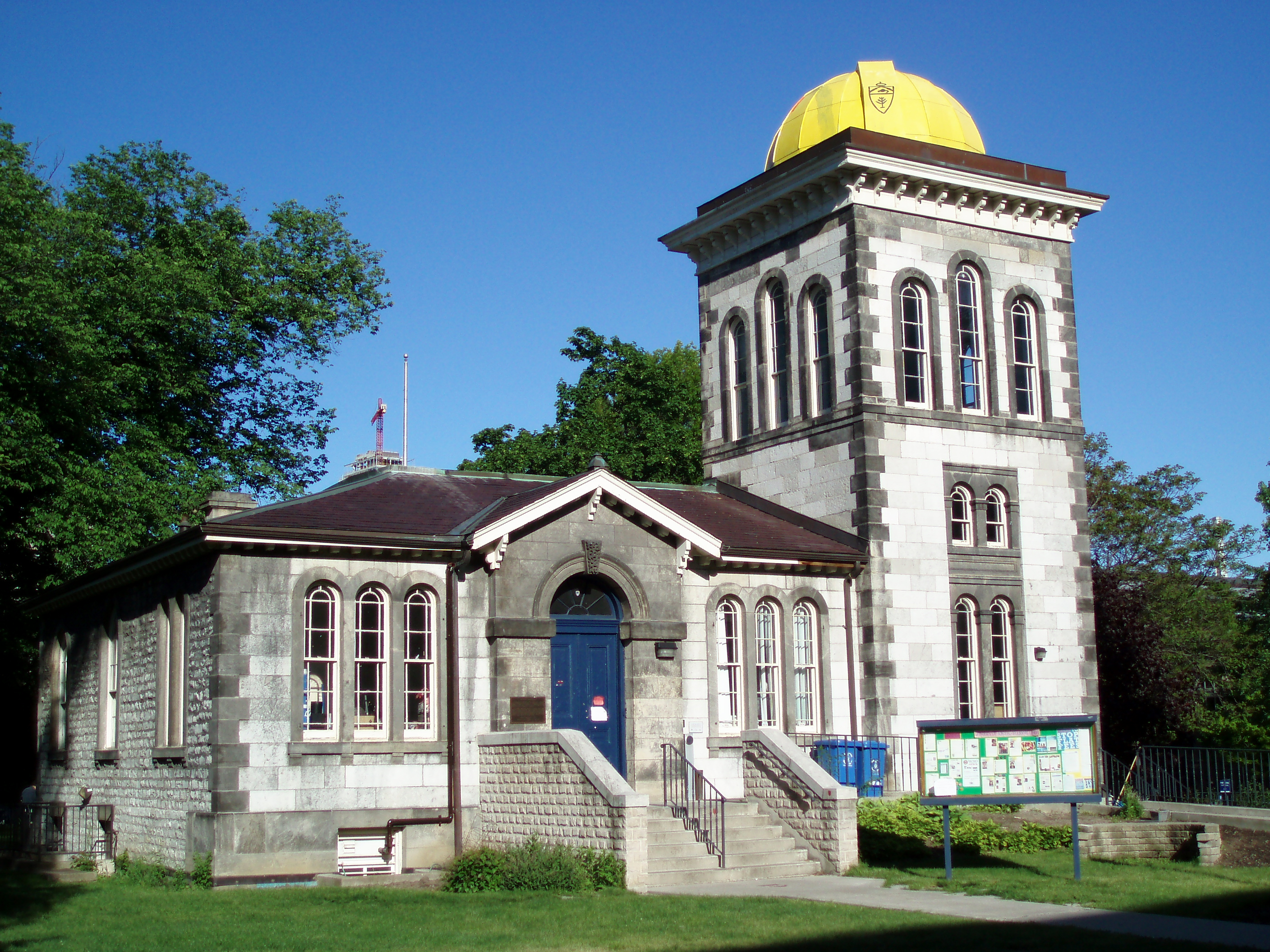
L'observatori en 2009, mirant direcció sud-est/est. Les oficines en la planta baixa han sigut girades; l'entrada era anteriorment a la part dreta de la torre.

En 1853, va concloure el projecte de la Royal Society, i es va pensar a abandonar l'observatori. Després d'un llarg debat, l'incipient govern colonial va decidir en fer-se càrrec del funcionament. En comptes de desaparèixer com les altres tres contraparts, l'observatori de Toronto es va actualitzar, i la seva missió va ser ampliada per convertir-se en una estació meteorològica (vegeu Servei meteorològic del Canadà) sota la direcció de Ministry of Marine and Fisheries. Durant l'ampliació, els edificis originals van ser substituïts amb una estructura permanent.
L'edifici actual va ser dissenyat en 1853 per l'arquitecte local Frederick Cumberland, que també va treballar en el disseny de la Universitat College, que va ser construït just al nord de l'observatori per substituir el King's College. El disseny del nou observatori requeria un edifici de pedra, amb una torre adjunta que contenia el teodolit. El nou edifici va ser finalitzat en 1855, i estava col·locat de manera directament oposada a l'entrada del Convocation Hall actual.
Durant el seu paper com a estació meteorològica, l'observatori va recollir informes de 312 estacions d'observació del Canadà i altres 36 als Estats Units. Cada estació va ser equipada amb un "Baròmetre de mercuri, dos termòmetres (un de màxims i l'altre de mínims), un anemòmetre per mesurar la velocitat del vent, un penell i un pluviòmetre". Els informes van ser enviats i codificats a l'Observatori a les 8 del matí i les 8 de la tarda cada dia, Eastern Standard Time (llavors conegut com el "75a hora meridiana"), i van ser utilitzats per produir un gràfic per predir el temps per a les següents 36 hores. Aquestes prediccions van ser telegrafiades a través del país, i els gràfics van ser distribuïts als diaris i al Board of Trade, on es podia visualitzar en públic. Amb la instal·lació dels telèfons, l'Observatori també va oferir informes del temps sota demanda, que es va convertir en un servei important als venedors de fruita, que van utilitzar els informes per planificar l'enviament.
Entre altres usos, en 1880, les mesures de l'emplaçament van ser utilitzades com a part de l'esforç per desenvolupar una hora estàndard. L'observatori va romandre com a cronometrador oficial del Canadà fins a 1905, quan aquesta responsabilitat va ser transferida a l'Observatori Dominion d'Ottawa. A exactament les 11:55 del matí, els rellotges de les sales d'incendis de Toronto van sonar per un senyal elèctric de l'Observatori.
En 1881, el director de l'observatori, Charles Carpmeal, va suggerir afegir a l'observatori un telescopi d'alta qualitat. Va creure que les observacions solars directes permetrien uns millors coneixements dels efectes de les taques solars en el temps (a finals de 1910, el llavors director de l'observatori, R. F. Stupart, va observar que les "taques solars actuen més sobre les nostres condicions del temps que els anells al voltant de la Lluna."). Casualment, el govern canadenc (que s'havia format en 1867) estava interessada a participar en el major esforç internacional per registrar de manera precisa el trànsit de Venus de desembre de 1882.
Es va finançar la compra d'un telescopi refractor de 150 mm de T. Cooke & Sons. La cúpula va ser dissenyada originalment per muntar un petit trànsit, i el llarg telescopi, de 2 metres de llarg, però tenia un camp de visió limitat causada per la poca obertura de la cúpula. Es va construir un gran pilar de pedra dins la torre, que permetia elevar el telescopi per acostar-se a la cúpula i així millorar el seu camp de visió. Desafortunadament, el nou telescopi no va poder participar en les mesures del trànsit a causa del mal temps, i va perdre el trànsit de Mercuri de 1895 per la mateixa raó.

## Reubicació

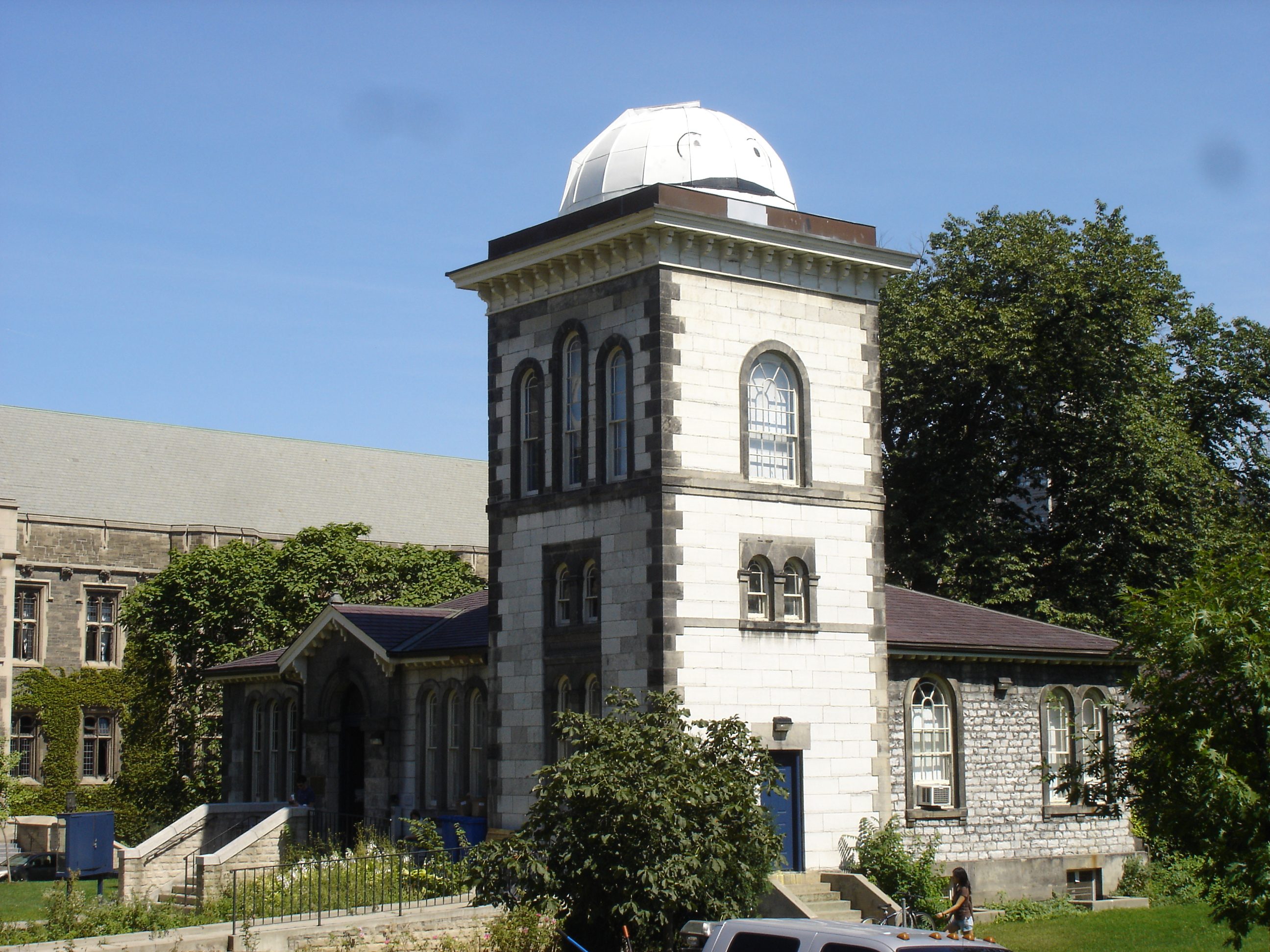
L'observatori vist en direcció nord/nord-est, amb la Hart House al fons. La rotació de la torre és més evident aquí: compareu la situació de les finestres amb les imatges de sota.

En la dècada de 1890, l'observatori es va massificar pel ràpid auge de la universitat. L'electrificació dels tramvies al llarg de la College Street just al sud, i les grans quantitats de metall utilitzades en els moderns edificis al voltant de l'emplaçament va fer inútils els instruments. Es va obrir un nou observatori magnètic en 1898 a Agincourt (aproximadament a la zona de Brimley Road i Pitfield Road en - 43° 47′00.000 N 79° 16′00.000 W) i ara una zona suburbana al nord-est de la ciutat, deixant la ubicació del centre del campus amb els seus deures d'observació solar i meteorològica.
En 1907, els nous edificis de la universitat van envoltar completament l'observatori; la pols de la construcció va obstruir els instruments meteorològics, i la contaminació lumínica elèctrica de la nit va fer impossibles les observacions astronòmiques. L'Oficina Meteorològica va decidir abandonar l'emplaçament i traslladar-se a un nou edifici a l'extrem nord del campus a Bloor Street, intercanviant l'Observatori original a la Universitat a canvi d'una nova parcel·la de terra. Hi va alguna discussió sobre què fer amb el telescopi Cooke, des que l'Oficina Meteorològica té una limitada aplicació per aquest instrument astronòmic. No es van trobar aplicacions immediates, i llavors el telescopi va ser traslladat amb l'Oficina Meteorològica al nou Observatori de Bloor Street.
La universitat va assumir la propietat de l'edifici de l'antic observatori i es va pensar a abandonar-lo. Louis Beaufort Stewart, un professor en la Facultat de Ciències Aplicades i Enginyeria, va demanar que fos conservat pel Departament de Topografia i Geodèsia. Eventualment, ell va organitzar una reconstrucció de l'edifici per adequar-lo a la seva nova funció. Els treballs de demolició van tenir lloc en 1907: simplement es van retirar les pedres durant l'hivern, i es van utilitzar l'any següent per construir un nou edifici just a l'est de l'edifici principal de la University College (sud de la Hart House).
En 1930, l'Oficina Meteorològica no va utilitzar més el telescopi Cooke, i va estar d'acord a donar-lo a la universitat si podien organitzar la seva retirada. Tant el telescopi com la cúpula de l'observatori van ser traslladats a l'edifici de l'observatori. El telescopi va ser traslladat altre cop en 1952 a l'Observatori de David Dunlap al nord de la ciutat, i en 1984 va ser donat al Museu de Ciència i Tecnologia del Canadà. El Departament de Topografia i Geodèsia va utilitzar l'observatori fins a la dècada de 1950. Des de llavors, la zona d'oficines va ser utilitzada per una gran varietat de propòsits, incloent-hi una subestació de la policia i una centraleta telefònica. Es va canviar el nom a Observatori de Louis Beaufort Stewart, i l'edifici va ser dirigit pel Students' Administrative Council (ara University of Toronto Students' Union) en 1953, funció que ha perdurat fins avui. La cúpula, ara sense ús, rep una capa de pintura multicolor pels estudiants d'enginyeria.